# Liga Europy UEFA (2009/2010)/Faza kwalifikacyjna/Mecze - III runda

## Pierwsze mecze
| 130 czerwca 2009 | Helsingborgs IF                 | 2:1   | FK Sarajevo |                                                           |
| 20:45 CET        | Andersson 6' (k) · Skúlason 58' | (1:1) | Hadžić 22'  | Olympia, Helsingborg · Sędzia: Mark Steven Whitby Walia · |

| 230 czerwca 2009 | Fredrikstad FK | 1:6   | Lech Poznań                                                                    |                                                                          |
| 19:00 CET        | Borges 48'     | (0:3) | Wilk 10' · Arboleda 22' 25' · R. Lewandowski 51' · Peszko 54' · Bandrowski 56' | Nye Fredrikstad Stadion, Fredrikstad · Sędzia: Mark Clattenburg Anglia · |

| 330 czerwca 2009 | HNK Rijeka         | 1:2   | Metalist Charków               |                                                     |
| 21:00 CET        | Ahmad Sharbini 59' | (0:1) | Eremenko Jr. 43' · Łysenko 85' | Kantrida, Rijeka · Sędzia: Jouni Hyytiä Finlandia · |

| 430 czerwca 2009 | Roma                            | 3:1   | KAA Gent  |                                                                       |
| 20:45 CET        | Totti 55' 73' (k) · Vučinić 85' | (0:1) | Mbaye 22' | Stadio Olimpico, Rzym · Sędzia: Paulo Manuel Gomes Costa Portugalia · |

| 530 czerwca 2009 | FC Vaslui          | 2:0   | Omonia Nikozja |                                                                  |
| 20:00 CET        | Temwanjera 20' 55' | (1:0) |                | Stadionul Municipal, Vaslui · Sędzia: Douglas McDonald Szkocja · |

| 630 czerwca 2009 | Slavija Sarajewo | 0:2   | MFK Koszyce            |                                                                    |
| 20:15 CET        |                  | (0:1) | Novák 11' · Skutka 60' | Asim Ferhatović Hase, Sarajewo · Sędzia: Gediminas Mažeika Litwa · |

| 730 czerwca 2009 | IFK Göteborg | 1:3   | Hapoel Tel Awiw                          |                                                                     |
| 19:00 CET        | Hysén 21'    | (1:0) | Shechter 73' · Yeboah 78' · Natcho 90+4' | Nye Gamla Ullevi, Göteborg · Sędzia: Robert Schörgenhofer Austria · |

| 830 czerwca 2009 | PSV Eindhoven   | 1:0   | Czerno More Warna |                                                                                  |
| 20:45 CET        | Marcellis 90+3' | (0:0) |                   | Philips Stadion, Eindhoven · Sędzia: Lucílio Cardoso Cortez Batista Portugalia · |

| 930 czerwca 2009 | Metałurh Donieck           | 2:0   | NK Interblock |                                                           |
| 19:00 CET        | Godin 20' · Sérgio 50' (k) | (1:0) |               | Stadion Metałurh, Donieck · Sędzia: Robert Małek Polska · |

| 1030 czerwca 2009 | Vålerenga Fotball | 1:2   | PAOK FC                   |                                                              |
| 19:00 CET         | Storbæk 42'       | (1:2) | Lino 31' · Muslimović 37' | Ullevaal Stadion, Oslo · Sędzia: Alexandru Deaconu Rumunia · |

| 1130 czerwca 2009 | Rapid Wiedeń                 | 2:1   | APOP Kinyras Peyias |                                                                      |
| 19:15 CET         | Maierhofer 25' · Jelavić 57' | (1:0) | Correira Semedo 79' | Gerhard Hanappi Stadion, Wiedeń · Sędzia: Lewan Paniaszwili Gruzja · |

| 1230 czerwca 2009 | FC Honka | 0:1   | Qarabağ FK   |                                                                                      |
| 17:30 CET         |          | (0:0) | Mammadow 69' | Tapiolan urheilupuisto · Helsinki, Finlandia · Sędzia: Albert Toussaint Luksemburg · |

| 1330 czerwca 2009 | FC Vaduz | 0:1   | Slovan Liberec |                                                       |
| 19:30 CET         |          | (0:1) | Blažek 43'     | Rheinpark Stadion, Vaduz · Sędzia: Marco Borg Malta · |

| 1430 czerwca 2009 | St. Patrick’s Athletic | 1:0   | Krylia Sowietow Samara |                                                     |
| 20:45 CET         | O’Brien 71'            | (0:0) |                        | Richmond Park, Dublin · Sędzia: Zsolt Szabó Węgry · |

| 1530 czerwca 2009 | Randers FC | 0:4   | Hamburger SV                                                 |                                                               |
| 20:30 CET         |            | (0:2) | Guerrero 11' · Boateng 24' · Petrić 53' · Trochowski 80' (k) | Essex Park Randers, Randers · Sędzia: Anton Gienow Białoruś · |

| 1630 czerwca 2009 | Tromsø IL                     | 2:1   | Slaven Belupo   |                                                      |
| 19:00 CET         | Moldskred 67' · Rushfeldt 69' | (0:1) | Šafarić 38' (k) | Alfheim Stadion, Tromsø · Sędzia: Paweł Gil Polska · |

| 1730 czerwca 2009 | Brøndby IF       | 1:1   | Legia Warszawa |                                                                        |
| 19:00 CET         | Farnerud 73' (k) | (0:1) | Iwański 40'    | Brøndby Stadion, Brøndby · Sędzia: Carlos Velasco Carballo Hiszpania · |

| 1830 czerwca 2009 | FK Vojvodina    | 1:1   | Austria Wiedeń |                                                                  |
| 19:00 CET         | Djurovski 45+2' | (1:1) | Jun 38'        | Stadion Crvena zvezda, Belgrad · Sędzia: Stuart Attwell Anglia · |

| 1930 czerwca 2009 | CSKA Sofia   | 1:0   | Derry City |                                                           |
| 19:00 CET         | Stojanow 73' | (0:0) |            | Stadion Lewskiego, Sofia · Sędzia: Selçuk Dereli Turcja · |

| 2030 czerwca 2009 | Steaua Bukareszt                                 | 3:0   | Motherwell |                                                              |
| 19:45 CET         | Craigan 29' (o.g.) · Nicoliță 45+1' · Stancu 61' | (2:0) |            | Stadionul Ghencea, Bukareszt · Sędzia: Cüneyt Çakır Turcja · |

| 2130 czerwca 2009 | MŠK Žilina      | 1:1   | Hajduk Split       |                                                                 |
| 19:30 CET         | Kobylík 73' (k) | (0:0) | Rafael Paraiba 52' | Štadión pod Dubňom, Żylina · Sędzia: Anastassios Kakos Grecja · |

| 2230 czerwca 2009 | SC Braga       | 1:2   | IF Elfsborg                  |                                                                               |
| 21:45 CET         | Meyong 50' (k) | (0:1) | Daníelsson 16' · Bajrami 73' | Estádio Municipal de Braga, Braga · Sędzia: César Muñiz Fernández Hiszpania · |

| 2330 czerwca 2009 | Aberdeen    | 1:5   | Sigma Ołomuniec                                            |                                                                      |
| 20:45 CET         | Mulgrew 22' | (1:1) | Hubník 17' · Bajer 64' · Petr 69' · Ordoš 83' · Hořava 90' | Pittodrie Stadium, Aberdeen · Sędzia: Jérôme Laperriere Szwajcaria · |

| 2430 czerwca 2009 | Rabotniczki Skopje                      | 3:4 | Odense BK                           |                                                                            |
| 17:30 CET         | Savić 21' · Wandeir 24' · Zé Carlos 74' |     | Cacá 20' 34' 70' · Sørensen 62' (k) | Gradski Stadion · Skopje, Macedonia · Sędzia: Władisław Bozborodow Rosja · |

| 2530 czerwca 2009 | FK Sevojno | 0:2   | Lille OSC               |                                                                   |
| 20:45 CET         |            | (0:2) | Vittek 34' · Hazard 39' | Stadion Partizana, Belgrade · Sędzia: Martin Ingvarsson Szwecja · |

| 2630 czerwca 2009 | OFK Petrovac  | 1:2   | Sturm Graz                  |                                                                                                  |
| 17:00 CET         | Divanović 13' | (1:0) | Haas 64' (k.) · Lamotte 76' | Stadion Pod Goricom · Podgorica, Czarnogóra · Sędzia: João Francisco Lopes Ferreira Portugalia · |

| 2730 czerwca 2009 | Fenerbahçe SK                                     | 5:1   | Budapest Honvéd FC |                                                                     |
| 20:45 CET         | Roberto Carlos 13' · Güiza 30' 40' 61' · Alex 69' | (3:0) | Zsolnai 78'        | Fenerbahçe Şükrü Saracoğlu, Stambuł · Sędzia: Knut Kircher Niemcy · |

| 2828 czerwca 2009 | Bene Jehuda Tel Awiw | 1:0   | FC Paços de Ferreira |                                                                            |
| 18:00 CET         | Atar 55'             | (0:0) |                      | Stadion Bloomfield · Tel Awiw, Izrael · Sędzia: Nicolai Vollquartz Dania · |

| 2930 czerwca 2009 | Club Brugge                  | 3:2   | FC Lahti                |                                                                  |
| 20:30 CET         | Akpala 12' · Blondel 35' 90' | (2:1) | Moilanen 6' · Korte 50' | Jan Breydel Stadion, Brugia · Sędzia: Aleksiej Nikołajew Rosja · |

| 3030 czerwca 2009 | Athletic Bilbao | 0:1   | BSC Young Boys |                                                     |
| 21:30 CET         |                 | (0:1) | Doumbia 23'    | San Mamés, Bilbao · Sędzia: Costas Kapitanis Cypr · |

| 3130 czerwca 2009 | KR                              | 2:2   | FC Basel                         |                                                                       |
| 21:15 CET         | Benediktsson 6' · Sigurdsson 9' | (2:0) | Chipperfield 58' · Almerares 83' | KR-völlur, Reykjavík · Sędzia: Fernando Teixeira Vitienes Hiszpania · |

| 3230 czerwca 2009 | Maccabi Netanja | 1:4   | Galatasaray SK                                                |                                                               |
| 18:40 CET         | Yampolsky 25'   | (1:1) | Hakan Balta 31' · Kewell 47' · Sabri Sarıoğlu 53' · Baroš 73' | Stadion Bloomfield, Tel Awiw · Sędzia: Nikołaj Iwanow Rosja · |

| 3330 czerwca 2009 | Dinamo Tbilisi                   | 2:0   | FK Crvena zvezda |                                                                                |
| 16:00 CET         | Merebashwili 41' · Khmaladze 87' | (1:0) |                  | Stadion Borysa Paiczadze · Tbilisi, Gruzja · Sędzia: Pol van Boekel Holandia · |

| 3430 czerwca 2009 | Polonia Warszawa | 0:1   | NAC Breda   |                                                                        |
| 20:00 CET         |                  | (0:1) | Kwakman 39' | Stadion Polonii Warszawa, Warszawa · Sędzia: Sascha Kever Szwajcaria · |

| 3530 czerwca 2009 | Vėtra Wilno | 0:3   | Fulham                                     |                                                  |
| 19:00 CET         |             | (0:1) | Zamora 45' · Murphy 57' (k) · Ki Hyeon 85' | Vetros, Wilno · Sędzia: Fritz Stuchlik Austria · |

## Rewanże
| 16 sierpnia 2009 | FK Sarajevo                                                | 2:1 (pd.)     | Helsingborgs IF                                       |                                                                               |
| 20:15 CET        | Hadžić 38' · Avdić 78'                                     | (1:1, k. 5:4) | Jönsson 2'                                            | Asim Ferhatović Hase stadion, Sarajewo · Sędzia: Alaksiej Kulbakou Białoruś · |
| 20:15 CET        | · Jahović · Ihtijarević · Rizvanović · Maksumić · Hamzagić | Rzuty karne   | · Sundin · Ekstrand · Nilsson · Makondele · Wahlstedt | Asim Ferhatović Hase stadion, Sarajewo · Sędzia: Alaksiej Kulbakou Białoruś · |

| 26 sierpnia 2009 | Lech Poznań     | 1:2   | Fredrikstad FK          |                                                               |
| 18:30 CET        | Lewandowski 50' | (0:2) | Gashi 31' · Piiroja 35' | Stadion Amica, Wronki · Sędzia: Cyril Zimmermann Szwajcaria · |

| 36 sierpnia 2009 | Metalist Charków        | 2:0   | HNK Rijeka |                                                            |
| 20:00 CET        | Gueye 12' · Olijnyk 60' | (1:0) |            | Stadion Metalist, Charków · Sędzia: Radek Matejek Czechy · |

| 46 sierpnia 2009 | KAA Gent     | 1:7   | Roma                                                                       |                                                             |
| 20:30 CET        | Smolders 78' | (0:1) | Totti 35', 56', 64' (k.) · De Rossi 58', 74' · Ménez 80' · Okaka Chuka 86' | Jules Ottenstadion, Gandawa · Sędzia: Manuel Gräfe Niemcy · |

| 54 sierpnia 2009 | Omonia Nikozja    | 1:1   | FC Vaslui  |                                                           |
| 18:00 CET        | Żurawski 84' (k.) | (0:0) | Wesley 60' | GSP stadion, Nikozja · Sędzia: Paolo Tagliavento Włochy · |

| 66 sierpnia 2009 | MFK Koszyce                           | 3:1   | Slavija Sarajewo |                                                                 |
| 17:00 CET        | Novák 2' · Bašista 55' · Cicman 90+1' | (1:1) | Đermanović 17'   | Lokomotíva stadion, Koszyce · Sędzia: Stanisław Suchina Rosja · |

| 76 sierpnia 2009 | Hapoel Tel Awiw | 1:1   | IFK Göteborg |                                                                   |
| 19:00 CET        | Zandberg 14'    | (1:0) | Stiller 52'  | Stadion Bloomfield, Tel Awiw · Sędzia: Vladimir Hrinak Słowacja · |

| 86 sierpnia 2009 | Czerno More Warna | 0:1   | PSV Eindhoven        |                                                            |
| 18:00 CET        |                   | (0:1) | Coulibaly 30' (sam.) | Lazur stadion, Burgas · Sędzia: Thorsten Kinhöfer Niemcy · |

| 96 sierpnia 2009 | NK Interblock | 0:3   | Metałurh Donieck                               |                                                          |
| 20:00 CET        |               | (0:0) | Mchitarjan 67' · Mguni 73' · Dimitrow 85' (k.) | Športni Park, Domžale · Sędzia: Michael Svendsen Dania · |

| 106 sierpnia 2009 | PAOK FC | 0:1   | Vålerenga Fotball |                                                        |
| 20:45 CET         |         | (0:0) | Berre 60'         | Toumba stadion, Saloniki · Sędzia: Luca Banti Włochy · |

| 116 sierpnia 2009 | APOP Kinyras Peyias                     | 2:2 (pd.) | Rapid Wiedeń              |                                                          |
| 19:15 CET         | Edgar Marcelino 43' (k.) · González 81' | (1:1)     | Konrad 30' · Trimmel 111' | GSP stadion, Nikozja · Sędzia: Espen Berntsen Norwegia · |

| 126 sierpnia 2009 | Qarabağ FK                 | 2:1   | FC Honka     |                                                                    |
| 17:00 CET         | Mammadov 32' · Sadygov 81' | (1:1) | Koskinen 34' | Stadion Tofika Bachramowa, Baku · Sędzia: Tomasz Mikulski Polska · |

| 136 sierpnia 2009 | Slovan Liberec         | 2:0   | FC Vaduz |                                                                |
| 18:00 CET         | Kerić 17' · Nezmar 22' | (2:0) |          | U Nisy stadion, Liberec · Sędzia: Markus Strömbergsson Rosja · |

| 146 sierpnia 2009 | Krylia Sowietow Samara     | 3:2   | St. Patrick’s Athletic         |                                                               |
| 16:00 CET         | Bober 41' · Sawin 53', 57' | (1:0) | Bober 73' (sam.) · O’Brien 79' | Metallurg stadion, Samara · Sędzia: Tommy Skjerven Norwegia · |

| 156 sierpnia 2009 | Hamburger SV | 0:1   | Randers FC |                                                             |
| 20:30 CET         |              | (0:1) | Berg 35'   | HSH Nordbank Arena, Hamburg · Sędzia: Kevin Blom Holandia · |

| 166 sierpnia 2009 | Slaven Belupo | 0:2   | Tromsø IL          |                                                          |
| 19:00 CET         |               | (0:1) | Rushfeldt 14', 82' | Gradski Stadion, Koprivnica · Sędzia: Jiří Jech Czechy · |

| 176 sierpnia 2009 | Legia Warszawa              | 2:2   | Brøndby IF                      |                                                                      |
| 20:00 CET         | Giza 16' · Iwański 55' (k.) | (1:1) | von Schlebrügge 6' · Madsen 59' | Stadion Wojska Polskiego, Warszawa · Sędzia: Fredy Fautrel Francja · |

| 186 sierpnia 2009 | Austria Wiedeń                                      | 4:2   | FK Vojvodina         |                                                        |
| 19:15 CET         | Jun 45' · Sulimani 63' · Diabing 81' · Okotie 90+3' | (1:1) | Mrđa 31' · Tadić 58' | Horr Stadion, Wiedeń · Sędzia: Ołeh Oriechow Ukraina · |

| 196 sierpnia 2009 | Derry City   | 1:1   | CSKA Sofia     |                                                                 |
| 20:00 CET         | Scullion 82' | (0:0) | Marquinhos 70' | Brandywell Stadium, Derry · Sędzia: Jérome Efong Nzolo Belgia · |

| 206 sierpnia 2009 | Motherwell | 1:3   | Steaua Bukareszt                 |                                                                    |
| 20:45 CET         | Forbes 17' | (1:0) | Marin 55' (k.) · Stancu 67', 84' | Excelsior stadion, Airdrie · Sędzia: Carlos Clos Gómez Hiszpania · |

| 216 sierpnia 2009 | Hajduk Split | 0:1   | MŠK Žilina  |                                                         |
| 21:00 CET         |              | (0:0) | Lietava 76' | Gradski Stadion, Split · Sędzia: Bas Nijhuis Holandia · |

| 226 sierpnia 2009 | IF Elfsborg    | 2:0   | SC Braga |                                                          |
| 20:00 CET         | Keene 16', 32' | (2:0) |          | Borås Arena, Borås · Sędzia: Richard Liesveld Holandia · |

| 236 sierpnia 2009 | Sigma Ołomuniec                             | 3:0   | Aberdeen |                                                             |
| 20:00 CET         | Janotka 5' · Kaščák 13' (k.) · Hubník 45+1' | (3:0) |          | Andrův stadion, Ołomoniec · Sędzia: Michael Weiner Niemcy · |

| 246 sierpnia 2009 | Odense BK           | 3:0   | Rabotniczki Skopje |                                                       |
| 20:05 CET         | Utaka 52', 76', 80' | (0:0) |                    | Fionia Park, Odense · Sędzia: Hannes Kaasik Estonia · |

| 256 sierpnia 2009 | Lille OSC                | 2:0   | FK Sevojno |                                                                                |
| 19:00 CET         | Cabaye 73' · de Melo 85' | (0:0) |            | Nord Lille Métropole, Villeneuve-d’Ascq · Sędzia: Michael Koukoulakis Grecja · |

| 266 sierpnia 2009 | Sturm Graz                                               | 5:0   | OFK Petrovac |                                                  |
| 19:15 CET         | Muratović 30' · Hölzl 43', 49' · Hassler 56' · Weber 83' | (2:0) |              | UPC-Arena, Graz · Sędzia: Marcin Borski Polska · |

| 276 sierpnia 2009 | Budapest Honvéd FC | 1:1   | Fenerbahçe SK   |                                                                   |
| 20:00 CET         | Fritz 87'          | (0:1) | André Santos 9' | Bozsik József Stadion, Budapeszt · Sędzia: Paul Allaerts Belgia · |

| 286 sierpnia 2009 | FC Paços de Ferreira | 0:1   | Bene Jehuda Tel Awiw |                                                                                          |
| 22:00 CET         |                      | (0:1) | Atar 31'             | Estádio D. Afonso Henriques, Guimarães · Sędzia: Aleksandar Stawrew Macedonia Północna · |

| 296 sierpnia 2009 | FC Lahti     | 1:1   | Club Brugge |                                                                        |
| 19:00 CET         | Vanninen 87' | (0:0) | Akpala 76'  | Lahden Stadion, Lahti · Sędzia: Duarte Nuno Pereira Gomes Portugalia · |

| 306 sierpnia 2009 | BSC Young Boys | 1:2   | Athletic Bilbao            |                                                      |
| 19:30 CET         | Frimpong 90+2' | (0:1) | Llorente 26' · Muniain 72' | Stade de Suisse, Berno · Sędzia: Alon Yefet Izrael · |

| 316 sierpnia 2009 | FC Basel                         | 3:1   | KR                  |                                                           |
| 19:30 CET         | Frei 29', 80' (k.) · Shaqiri 77' | (1:1) | Takefusa 45+1' (k.) | St. Jakob-Park, Bazylea · Sędzia: Tony Asumaa Finlandia · |

| 326 sierpnia 2009 | Galatasaray SK                                   | 6:0   | Maccabi Netanja |                                                                      |
| 20:00 CET         | Özbek 2', 49' · Keïta 6' · Nonda 53', 57', 90+1' | (2:0) |                 | Ali Sami Yen stadion, Stambuł · Sędzia: Michael Leslie Dean Anglia · |

| 336 sierpnia 2009 | FK Crvena zvezda                                    | 5:2   | Dinamo Tbilisi                 |                                                                 |
| 20:45 CET         | Perović 18' · Lekić 26', 45+2', 88' · Cadu 76' (k.) | (3:2) | Lekić 3' (sam.) · Vatsadze 24' | Stadion Crvena zvezda, Belgrad · Sędzia: Said Ennjimi Francja · |

| 346 sierpnia 2009 | NAC Breda                             | 3:1   | Polonia Warszawa |                                                                    |
| 20:00 CET         | Amoah 25' · Lurling 45' · Kwakman 81' | (1:0) | Iwanowski 59'    | Rat Verlegh Stadion, Breda · Sędzia: Kristinn Jakobsson Islandia · |

| 356 sierpnia 2009 | Fulham                          | 3:0   | Vėtra Wilno |                                                     |
| 21:00 CET         | Etuhu 57' · A. Johnson 80', 84' | (0:0) |             | Craven Cottage, Londyn · Sędzia: Istvan Vad Węgry · |